# Заамурский округ

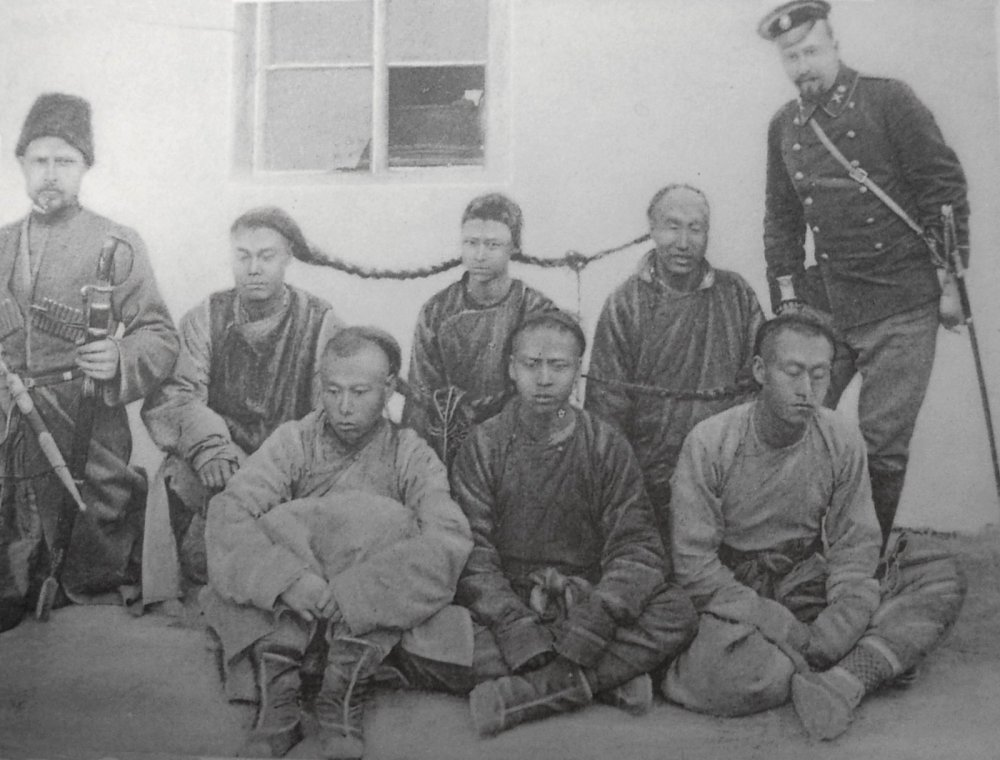
Чины Охранной стражи КВЖД с группой арестованных хунхузов, Маньчжурия, начало XX века.

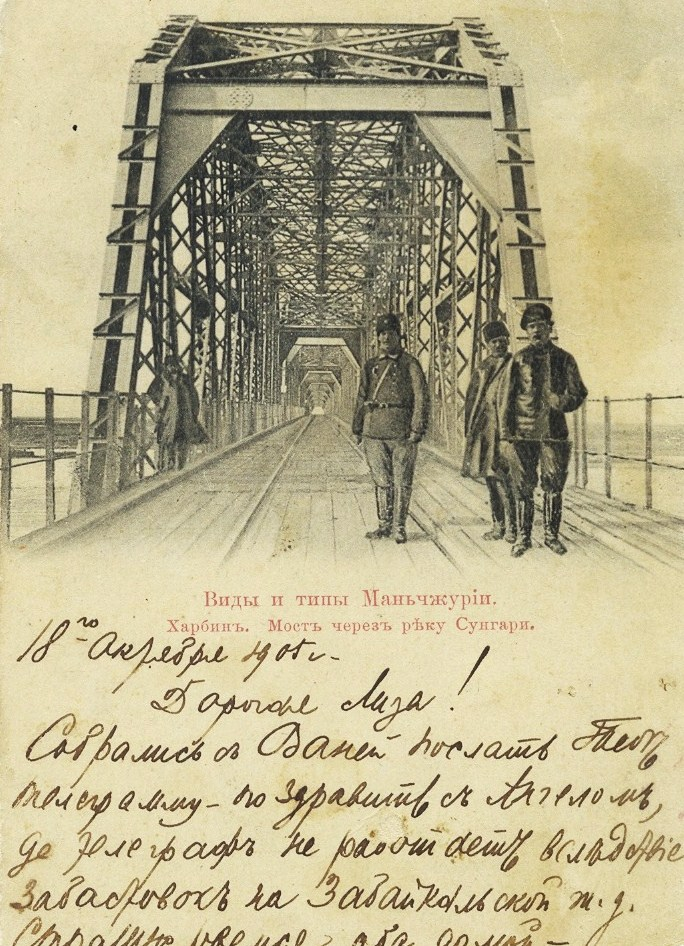
Харбин. Мост через реку Сунгари, виден военнослужащий Заамурского округа (открытка начала двадцатого века).

Заамурский округ — округ, позже пограничный округ, Отдельного корпуса пограничной стражи созданный, 9 января 1901 года, на базе Охранной стражи (Маньчжурской охранной стражи) Китайско-Восточной железной дороги (КВЖД). 
Задача охранной стражи в Маньчжурии, а позднее округа, состояла в охране от бандитских нападений железной дороги, станций, перегонов, разъездов и лесорубов, при строительстве и эксплуатации дороги. Протяженность дороги со всеми подъездными путями составляла 2 400 вёрст.

Нынче, братцы, мне для вас Речь вести придётся, Что присягою у нас, У солдат зовётся!
Ну, так слушай: это, брат, Клятва перед Богом, Что, мол, буду я солдат Честный, не с пороком.
Не кривя, значит, душой, Не жалея силы, За Царя, за край родной Стану до могилы.
Кровь пролью до капли всю, Холода и зноя Не боюсь. Не уступлю Ворогу и с боя,
Чести Родины своей. Потерплю все муки, Сам убью себя скорей, Чем отдамся в руки.
Каждый помни про себя, Что костьми, мол, лягу, А обязанность свою Выполню — присягу.— Песня «Присяга Заамурской пограничной стражи»

## История
Вскоре после подписания в 1896 года российско-китайского договора о сооружении на территории китайской Маньчжурии российской КВЖД от Читы до Владивостока, 16 августа 1897 года строительство этой железнодорожной магистрали было официально начато. Проведение строительных работ и последующая эксплуатация линии требовали создания мощной вооруженной охраны — особой стражи. Ещё до начала строительства 10 мая 1897 года правление КВЖД приняло решение «учредить для КВЖД особую охранную стражу, укомплектовать её вольнонаёмными чинами запаса армии» (Протокол правления КВЖД № 82). Первоначально стража насчитывала 699 конных нижних чинов, 120 офицеров с подчинением начальника стражи главному инженеру строительства. В задачи стражи входила охрана полосы длиной 2 500 верст силами постов до 5 человек. Одновременно с объектами строящейся КВЖД стража также силами отдельных постов несла охрану судоходства на реке Сунгари на участке от Харбина до Хабаровска. Две сотни дислоцировались в окрестностях города Гирина, охраняя местные заготовки леса. А в период с сентября по ноябрь 1900 года существовало временное формирование, из частей полевых войск, именуемое Отряд охранной стражи Китайской-Восточной железной дороги который так же охранял строительство железной дороги.
Успехи России в Маньчжурии, во время Китайского похода 1900 года, во многом были обязаны энергичным действиям Забайкальских, Амурских и Уссурийских казаков и Маньчжурской охранной стражи, организованной и обученной по образцу казачьих войск.

«…соблаговолил в 4-й день декабря 1900 года даровать охранной страже Китайской Восточной железной дороги форму обмундирования Отдельного корпуса пограничной стражи. В непрестанной заботливости своей о дальнейшем благоустройстве охранной стражи в 9-й день сего января Высочайше повелеть соизволил:
- 1. Причислить упомянутую охранную стражу к Отдельному корпусу пограничной стражи, образовав из неё в составе сего корпуса особый округ.
- 2. Установить для частей сего округа организацию, подобную существующей в Отдельном корпусе пограничной стражи, и комплектовать их на одинаковых с названным корпусом основаниях…»— Указ Николая II, 17 декабря (по новому стилю) 1900 года.

В 1901 году охранная стража была преобразована в Заамурский округ отдельного корпуса пограничной стражи. На момент сформирования округа он состоял из 55 рот, 55 сотен, 6 батарей, 25 учебных команд. Эти силы были объединены в 8 линейных и 4 резервных отряда и составляли 4 бригады при общей численности личного состава около 25 000 человек. Каждая бригада состояла из двух линейных и одного резервного отряда, имевших «общую нумерацию по всему округу, отдельно линейные и отдельно резервные». В задачу линейных отрядов входила служба вдоль железной дороги. Резервные отряды должны были поддерживать и в случае надобности пополнять части линейных отрядов и служить учебным пунктом для вновь прибывшего пополнения. Соотношение числа рот, сотен, батарей в составе отрядов зависело от протяженности участка, количества станций, населённости местности и характера отношения местных жителей к железной дороге. Отрядные участки разделялись на ротные. Роты располагались на станциях и вблизи важных пунктов вдоль линии железной дороги в путевых казармах на расстоянии около 20 верст друг от друга. Путевые казармы были приспособлены к обороне против отрядов силой «в несколько сот человек без артиллерии». Личный состав роты распределялся следующим образом: 50 человек состояли в резерве при штабе роты, а остальные находились на постах вдоль линии. Посты располагались на 5-вёрстном расстоянии друг от друга, каждый насчитывал от 5 до 20 человек личного состава. Сотни линейных отрядов также принимали непосредственное участие в охране объектов железной дороги. Они распределялись вдоль линии на станциях и полустанках. Сотенные участки охраны не совпадали с границами ротных. В их задачу входил надзор за прилегающей к железной дороге местностью и охрана застав и жителей полосы отчуждения от внезапных нападений, для чего они высылали разъезды численностью до 15 человек. Роты и сотни резервных отрядов составляли частные резервы. На них были возложены следующие задачи: действия против шаек хунхузов в 60-вёрстном районе в каждую сторону охраняемого участка дороги, поддержка путевых рот и застав в случае нападения на них и в случае надобности их пополнения, охрана станции и искусственные сооружения железной дороги в районе своего сосредоточения, выделение различных команд для охраны производимых железной дорогой работ, назначение конвоев для охраны агентов железной дороги и сопровождения поездов, высылка разъездов.

К началу японской войны Охранная Стража, переименованная в Заамурский округ пограничной стражи, комплектовалась уже на общем основании и в отношении боевой службы подчинялась командованию Маньчжурской армии. Но кадры и традиции остались прежние. На огромном протяжении Восточной (Забайкалье — Харбин — Владивосток) и Южной ветви Маньчжурских дорог (Харбин — Порт-Артур) расположены были 4 бригады пограничной стражи, общей численностью в 24 тысячи пехоты и конницы и 26 орудий. Эти войска располагались тонкой паутиной вдоль линии, причём в среднем приходилось по 11 человек на километр пути.— Деникин А. И. Путь русского офицера
В годы Русско-японской войны 1904—1905 годов части округа, помимо выполнения своей основной задачи по охране КВЖД, принимали участие в боевых действиях. Ими было предотвращено 128 железнодорожных диверсий и выдержано более 200 боестолкновений. Постоянной боевой готовности требовали практически ежедневные стычки с хунхузами (китайскими бандитами), разбойничавшими в полосе отчуждения КВЖД. В боях погибли 14 офицеров-заамурцев и 245 нижних чинов, 682 человека были ранены.

…и въ особ-сти въ войну съ Японіей 1904—05 гг., когда на долю П. стражи Заамур. округа выпала тяжелая боев. работа. Особенное боев. отличіе въ рус.-япон. войнѣ выпало на долю 1-го П. Заамурск. кон. п-ка, получившаго за блест. атаку подъ Вафангоу Георг. штандартъ. Затѣмъ получили штандарты и всѣ проч. полки Заамурскаго П. округа. Геройскою обороною люнета у д. Маетунь во время Ляоян. сраж. прославилась также 19-я рота 4-й бр-ды Заамур. окр. П. стражи. Люнетъ этотъ б. занятъ 16 авг. къ веч., подъ натискомъ японцевъ, всего 334 н. ч. при 4 оф-рахъ. Съ разсвѣтомъ 17-го началось наступленіе японцевъ, предвар-но обстрѣливавшихъ люнетъ «пачками». Днемъ шт.-ротм-ру Евтушенко удалось проскочить къ ген. Лешу. Въ отвѣтъ ген. Лешъ прислалъ записку, хранящуюся до сихъ поръ, какъ драгоцѣн. реликвія, въ дѣлахъ 4-й бригады: «Заамурцы дерутся, какъ львы». Изъ 334 чел. этихъ «львовъ» прорвалось въ штыки только 9 ч., «но ни одного плѣннаго!». Подвигъ этотъ увѣковѣченъ въ Зимнемъ дворцѣ картиной «Прорывъ 19-й роты подъ Ляояномъ».— Военная энциклопедия: В 18 т. / Под ред. В.Ф. Новицкого и др. — СПб.: Т-во И. Д. Сытина, 1911—1915.
Личный состав округа воевал в Порт-Артуре, под Ляояном и Мукденом. Во время войны, Заамурский округ, в оперативном отношении был подчинён командующему Маньчжурской армии.
После Японской войны, в связи с сокращением протяженности КВЖД, возникла необходимость сокращения охраны этой магистрали. Согласно Портсмутскому мирному договору разрешалось иметь до 15 человек охраны на один километр железной дороги, включая в это количество и железнодорожных рабочих. В связи с этим 14 октября 1907 года Заамурский округ был реорганизован по новым штатам и включил 54 роты, 42 сотни, 4 батареи и 25 учебных команд. Эти войска были организованы в 12 отрядов, составивших три бригады. Для оказания медицинской помощи пограничникам 14 (27) августа 1908 года учреждён Заамурский окружной госпиталь на 485 коек.
С 1902 по 1911 год Заамурским округом отдельного корпуса пограничной стражи командовал генерал Н. М. Чичагов. Как опытный командир и умелый администратор, хороший знаток Дальнего Востока, генерал Чичагов проделал огромную работу для совершенствования службы округа. Им при округе были организованы школы китайского и японского языков, а штаб округа издал несколько десятков топографических и статистических исследований и различных карт.
22 января 1910 года округ был вновь реорганизован и «получил военную организацию». Он включил 6 пеших полков, 6 конных полков, в составе которых имелось в общей сложности 60 рот и 36 сотен с 6 пулемётными командами и 7 учебными частями. При округе были приписаны 4 батареи, сапёрная рота и ряд других частей. При этом во вновь созданные части были переданы награды, присвоенные расформированным сотням за боевые действия с японцами. Подобное штатное расписание Заамурского округа сохранялось до 1915 года, когда в разгар Первой мировой войны часть личного состава была отправлена на австро-германский фронт.
Начало Первой мировой войны вызвало патриотический подъём у офицеров округа и стремление непосредственно участвовать в боевых действиях. В штаб поступили сотни прошений офицеров о переводе в действующую армию, но по согласованию с военным министром Российской империи В. А. Сухомлиновым все они получили отказ. Поэтому многие офицеры самовольно покидали Заамурский округ и пробирались через всю страну на фронт. Это вынудило совет министров Российской империи 10 сентября 1914 года разрешить откомандирование офицеров округа на театр военных действий с условием сохранения боеспособности Заамурского округа.
Несмотря на противодействие управляющего КВЖД генерала Д. Л. Хорвата, являвшегося противником любых мобилизаций в полосе дороги, осложнение положения на фронтах Первой мировой войны привело к тому, что 10 февраля 1915 года был получен приказ Верховного Главнокомандующего о выступлении частей Заамурского округа пограничной стражи на фронт.
В апреле 1915 года, из Маньчжурии на поля в Заднестровье были переброшены Заамурские полки в состав Юго-Западного фронта. В действующую армию были отправлены 6 пехотных полков двухбатальонного состава, 6 конных полков пятисотенного состава с пулемётными командами, артиллерийские части и сапёрная рота. Летом 1916 года заамурцы приняли участие в наступлении, известном всему миру, как Брусиловский прорыв. Как правило, заамурские части показали себя в боях с наилучшей стороны, многие офицеры и нижние чины получили высокие боевые награды.
В составе Заамурского округа на территории Китая остались три пехотных батальона и 6 кавалерийских сотен, что в значительной степени затруднило выполнение возложенных на округ задач. Однако ухудшающееся положение на фронтах привело к ещё одной мобилизации (август — сентябрь 1915 года) на КВЖД, после чего в округе осталось лишь 6 кадровых сотен. Для возмещения недостатка сил были организованы ополченческие дружины, в которых были задействованы лица, годные только к нестроевой службе. Общее руководство регулярными частями и ополченческими дружинами осуществляли генерал-майор Н. П. Переверзев и заместитель начальника штаба полковник А. М. Баранов.
Революционные события 1917 года (перевороты) стали причиной дезорганизации ополченческих дружин и сделали невозможным выполнение задач по охране КВЖД. Стихийная демобилизация российской армии в 1918 году в полной мере отразилась и на Заамурском округе. После этого в полосе КВЖД практически безнаказанно стали разбойничать отряды хунхузов.
Официально охранная стража КВЖД прекратила существование в июле 1920 года.

## Состав
К 1900 году охранная стража КВЖД составляла:
- Штаб (Харбин);
- Конвой главного начальника охранной стражи КВЖД;
- 8 рот (две тысячи штыков);
- 19 сотен (две тысячи шашек);

На 1901 год, 18 мая 1901 года по «всеподданнейшему» докладу С. Ю. Витте штаты округа были утверждены царем (3 генерала, 58 штаб- и 488 обер-офицеров, 24 врача, 17 ветеринаров, один священник, один артчиновник, 25 тыс. нижних чинов, а также 9 384 строевых и артиллерийских лошадей):
- Штаб округа — посад Харбин;
  - штаб управления артиллерия округа — Старый Харбин;
- 1-я Заамурская бригада;
- 2-я Заамурская бригада;
- 3-я Заамурская бригада, станция Хандаохэцзы;[4]
- 4-я Заамурская бригада;

14 октября 1907 года император утвердил новую организацию Заамурского округа, который был в административном отношении разделен на три бригады, причём каждая состояла из четырёх отрядов, а каждый отряд — из одного сводного батальона пехоты и одного сводного конного дивизиона. Новые штаты округа составили 54 роты, 42 сотни, 4 батареи и 25 учебных команд.
- Заамурский госпиталь Отдельного корпуса пограничной стражи Российской империи, учреждён 14 (27) августа 1908 года;

22 января 1910 года включал:
- штаб;
- 6 пеших полков;
- 6 конных полков;

В составе которых имелось в общей сложности 60 рот и 36 сотен с 6 пулемётными командами и 7 учебными частями.
- При округе были приписаны 4 батареи, сапёрная рота и ряд других частей.

На 1914 год:
- штаб (Харбин);
- 1-й отряд (Бухеду);
  - 1-й пограничный заамурский пехотный полк (Бухеду);
  - 2-й пограничный заамурский пехотный полк (Чжалантун);
  - 4-й пограничный заамурский конный полк (Хайлар);
  - 5-й пограничный заамурский конный полк (Фуляерди);
- 2-й отряд (Харбин);
  - 3-й пограничный заамурский пехотный полк (Харбин);
  - 4-й пограничный заамурский пехотный полк (Лаошачоу);
  - 1-й пограничный заамурский конный полк (Харбин);
  - 2-й пограничный заамурский конный полк (Харбин);
  - 3-й пограничный заамурский конный полк (Куаньченязы);
- 3-й отряд (Хандаохедзы);
  - 5-й пограничный заамурский пехотный полк (Иманьпо);
  - 6-й пограничный заамурский пехотный полк (Мулин);
  - 6-й пограничный заамурский конный полк (Эхо);
- 1-я Заамурская пограничная конно-горная батарея (Харбин);
- 2-я Заамурская пограничная конно-горная батарея (Фуляерди);
- 3-я Заамурская пограничная конно-горная батарея (Эхо);
- 4-я Заамурская пограничная конно-горная батарея (Лаошачоу);
- Заамурская пограничная железнодорожная бригада
  - 1-й Заамурский пограничный железнодорожный полк (Хайлар);
  - 2-й Заамурский пограничный железнодорожный полк (Харбин);
  - 3-й Заамурский пограничный железнодорожный полк (Эхо);
  - 4-й Заамурский пограничный железнодорожный полк (Цицикар);
- и другие части.

В сентябре 1914 года сформирована 2-я Заамурская пограничная железнодорожная бригада для работы на железных дорогах Кавказского фронта.

## Руководство (года)
Главный начальник охранной стражи КВЖД, подчинявшийся главному инженеру строительства:
- А. А. Гернгросс, полковник, командир 4-го Закаспийского стрелкового батальона (14.08.1897 — 8.01.1901);

Начальники Заамурского округа пограничной стражи:
- А. А. Гернгросс, генерал-майор (9.01.1901 — 11.05.1901 ?);
- В. В. Сахаров, генерал-лейтенант (16.02. — 7.05.1901 ?);
- Н. М. Чичагов, генерал (1902 — 6.12.1910);
- Е. И. Мартынов, генерал-лейтенант (7.12.1910 — 18.02.1913);
- С. Н. Люпов, генерал-лейтенант (с июля 1919)

Помощники начальника Заамурского округа пограничной стражи:
- А. А. Гернгросс, генерал-майор (11.05.1901 ? — 06.01.1902);
- М.Л. Сивицкий, генерал-лейтенант (на 1.02.1913);

Начальники штаба Заамурского округа пограничной стражи:
- Н.Г. Володченко, генерал-майор (на 1.02.1913);

Заведывающие артиллерийской части Заамурского округа пограничной стражи:
- В.В. Панпушко, полковник (на 1.02.1913);

Командир 3-й бригады:
- В.И. Пальчевский, полковник;